# 1-es busz (Kaposvár)
A kaposvári 1-es busz a helyi autóbusz-állomás és Tüskevári városrész között közlekedett. A két állomás közti távot 16 perc alatt tette meg. A buszvonalat a Kaposvári Közlekedési Zrt. üzemeltette.

## Története
2021. február 28-ig közlekedett. Évtizedeken át ez a járat teremtett kapcsolatot a Helyi autóbusz-állomás, Tüskevár és a Raktár utca között. Korábban betétjárata is közlekedett 1A jelzéssel. A 2021 márciusi racionalizálás óta az új 41-es busz közlekedik helyette.

## Útvonal
A táblázatban az autóbusz-állomásról induló irány látható.
| Útvonal              |
| -------------------- |
| Berzsenyi utca       |
| Füredi csomópont     |
| Kanizsai út          |
| Hajnóczy József utca |
| Jutai út             |
| Raktár utca          |

## Megállóhelyek
A táblázatban a megállók az állomásról induló irány szerint vannak felsorolva.
| Megálló                   | Össz. km (oda) | Össz. idő (oda) | Össz. km (vissza) | Össz. idő (vissza) | Átszállási lehetőség                                                         | A közelben található |
| ------------------------- | -------------- | --------------- | ----------------- | ------------------ | ---------------------------------------------------------------------------- | --- |
| Helyi autóbusz-állomás    | 0              | 0               | 5,4               | 16                 | 3, 4, 5, 6, 7, 8, 8B, 8E, 8Y, 9, 10, 11, 11Y, 12, 13, 14, 15, 18, 31, 81, 91 | Polgármesteri Hivatal, Járási Hivatal, Szivárvány Kultúrpalota, Corso Bevásárlóközpont, Retro Club, Somogy Áruház, Rippl-Rónai Múzeum, Somogy Megyei Levéltár, Somogy Megyei Önkormányzat, Távolsági autóbusz-állomás, Rendelőintézet, Szarvas Üzletház, Vasútállomás                     |
| Berzsenyi utcai felüljáró | 0,7            | 2               | 4,7               | 14                 | 3, 4, 5, 11, 11Y, 13, 14, 15, 31 Corso Bevásárlóközpont: 12                  | Polgármesteri Hivatal, Járási Hivatal, Kapos Hotel, Nagyboldogasszony-székesegyház, Nagyboldogasszony Római Katolikus Gimnázium, Püspöki Palota, Somogyi Hírlap szerkesztősége, Széchenyi István Kereskedelmi és Vendéglátóipari Szakképző Iskola, Corso Bevásárlóközpont, Kaposvár Plaza |
| Berzsenyi utca 30.        | 1,1            | 4               | 4,3               | 12                 | 11, 11Y, 13, 31                                                              | TESCO, OBI, McDonald’s, Berzsenyi üzletház, Széchenyi István Kereskedelmi és Vendéglátóipari Szakképző Iskola |
| Füredi úti csomópont      | 1,6            | 7               | 3,8               | 9                  | 10, 11, 11Y, 13, 20, 20A, 23, 27, 31, 91                                     | CBA Cent Bevásárlóközpont, Posta, Óvoda, TESCO |
| Városi Könyvtár           | 2              | 8               | 3,5               | 8                  | 13, 20, 20A, 31                                                              | 48-as ifjúság úti könyvtár, Iskolafogászat, Óvoda, KE Gyakorló Általános Iskola és Gimnázium, TESCO, Városliget |
| Vasút köz                 | 2,6            | 9               | 2,8               | 7                  | 13, 20, 20A, 31                                                              | Nyugati temető, Zita Gyermekotthon, II. Rákóczi Ferenc Általános Iskola |
| Hajnóczy utcai csomópont  | 3,2            | 10              | 2,2               | 6                  | 13, 20, 20A, 31                                                              | Meistro Lovasklub |
| Jutai út 24.              | 3,7            | 11              | 1,7               | 5                  | 20, 20A                                                                      | Kaposfil, Óvoda |
| Tóth Árpád utca           | 3,9            | 12              | 1,5               | 4                  | 20, 20A                                                                      | Tüskevár |
| Jutai út 45.              | 4,5            | 13              | 0,8               | 3                  | 20, 20A                                                                      | Sportpálya, ipari telephelyek, nagykereskedések |
| Raktár utca 2.            | 4,7            | 14              | 0,6               | 2                  | 20, 20A                                                                      | Ipari telephelyek, nagykereskedések |
| Raktár utca, forduló      | 5,2            | 16              | 0                 | 0                  | 20, 20A                                                                      | Ipari telephelyek, nagykereskedések |

## Járművek
A vonalon főleg szóló autóbuszok közlekedtek, de csúcsidőben, illetve nyáron - amikor ritkábban közlekedett - csuklós buszok is előfordultak.

## Menetrend
- Aktuális menetrend Archiválva 2013. november 14-i dátummal a Wayback Machine-ben
- Útvonaltervező[halott link]